# 315 Constantia
315 Constantia är en asteroid i huvudbältet, som upptäcktes den 4 september 1891 av den österrikiske astronomen Johann Palisa. Asteroiden namngavs senare på förslag av den franske astronomen Camille Flammarion efter ett latinskt ord, med motiveringen "fasthet och ihärdighet, nödvändiga egenskaper för en bra astronom".
Den tillhör asteroidgruppen Flora.
Constantias omloppstid är 3,36 år och nästa periheliepassage sker den 2 november 2025. Dess rotationstid har beräknats till 5,35 timmar.